# Osiedle Krzesiny-Pokrzywno-Garaszewo
Osiedle Krzesiny-Pokrzywno-Garaszewo – osiedle samorządowe (jednostka pomocnicza gminy) Poznania (od 1 stycznia 2011 roku).

## Granice
Osiedle Krzesiny-Pokrzywno-Garaszewo graniczy:
- z Osiedlem Głuszyna
- z Osiedlem Starołęka-Minikowo-Marlewo (granica - trasa linii kolejowej nr 272 - trasa linii kolejowej nr 352)
- z Osiedlem Żegrze (granica - trasa linia kolejowa nr 352)
- z Osiedlem Szczepankowo-Spławie-Krzesinki (granica - ulica Bolesława Krzywoustego)

## Podział
Podział w Systemie Informacji Miejskiej
Według Systemu Informacji Miejskiej Osiedle Krzesiny-Pokrzywno-Garaszewo jest podzielone na trzy jednostki obszarowe:
- Krzesiny
- Pokrzywno
- Garaszewo

## Siedziba Rady Osiedla
Adres rady osiedla
Ochotnicza Straż Pożarna, ulica Rudzka 1, 61-323 Poznań.

## Komunikacja
Osiedle obsługują autobusy MPK Poznań linii 162 i 196 oraz linia nocna 220.